# Gumpoldskirchen
Gumpoldskirchen là một thị xã thuộc huyện Mödling trong bang Niederösterreich.